# Carex appalachica
Espèce
Classification phylogénétique
Carex appalachica, le carex des Appalaches, est une espèce de plantes du genre Carex et de la famille des Cyperaceae.